# Димитър Желязков
Димитър Маринов Желязков е български офицер, полковник, началник на Разузнавателен отдел ви Щаба на войската (1944), офицер за свръзка с чуждите командвания и временен командир на 2-ра конна дивизия (1944 – 1945) през Втората световна война (1941 – 1945), командир на 2-ра конна дивизия (1945 – 1946) и командир на конницата (1946 – 1947), командир на Конната дивизия (1947).

## Биография
Димитър Желязков е роден на 2 септември 1899 г. в Радковци, Княжество България. През 1920 г. завършва 40-и випуск на Военното на Негово Величество училище и на 4 октомври е произведен в чин подпоручик. На 27 ноември 1923 г. е произведен в чин поручик. Служи в 10-и конен полк. През 1925 г. е назначен на служба в Лейбгвардейския конен полк, на 31 октомври 1930 г. е произведен в чин капитан, а през 1931 г. е назначен на служба в 8-а интендантска дружина. През 1935 г. е назначен на служба в 39-и пехотен солунски полк и на 6 май 1936 г. е произведен в чин майор, като същата година е назначен на служба във 2-ри армейски артилерийски полк.
През 1938 г. майор Димитър Желязков е назначен за началник на секция в Щаба на войската, след което на 6 май 1940 г. е произведен в чин подполковник и същата година назначен за временен военен атеше в Анкара. На 14 септември 1943 г. е произведен в чин полковник, през 1944 г. е назначен за началник на Разузнавателен отдел в Щаба на войската, след което от 14 септември е офицер за свръзка с чуждите командвания и същата година е назначен за временен командир на 2-ра конна дивизия, като от 1945 г. е титулярен. През 1946 г. е назначен за командир на конницата, а през 1947 г. служи като командир на Конната дивизия и по-късно същата година е уволнен от служба. В периода от 1948 до 1954 г. е преподавател във Военната академия.

## Военни звания
- Подпоручик (4 октомври 1920)
- Поручик (27 ноември 1923)
- Капитан (31 октомври 1930)
- Майор (6 май 1936)
- Подполковник (6 май 1940)
- Полковник (14 септември 1943)

## Образование
- Военно на Негово Величество училище (до 1920)
- Военна академия (до 1934)

## Награди
- Орден „Св. Александър“ III степен с мечове по средата